# Daiki Kogure
Daiki Kogure (小暮 大器 Kogure Daiki?), född 17 maj 1994 i Ibaraki prefektur, är en japansk fotbollsspelare.
Kogure började sin karriär 2013 i Cerezo Osaka. 2014 blev han utlånad till Tokushima Vortis. Han gick tillbaka till Cerezo Osaka 2015. 2017 flyttade han till Ehime FC.